# Rodrigo Rivera (Politiker)

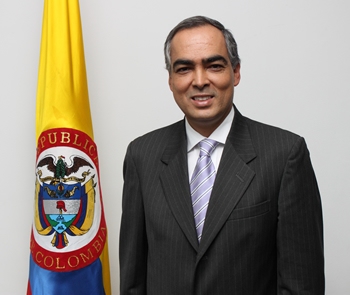
Rodrigo Rivera Salazar (August 2010)

Die Unterschrift Rodrigo Riveras

Rodrigo Rivera Salazar (* 20. April 1963 in Pereira) ist ein kolumbianischer Politiker und Diplomat. Er ist Mitglied der Liberalen Partei Kolumbiens.
Von 1998 bis 2002 saß Rivera im kolumbianischen Senat. Er konnte sich in den Vorwahlen zu den Präsidentschaftswahlen in Kolumbien 2006 parteiintern nicht gegen Horacio Serpa durchsetzen. Unter Präsident Juan Manuel Santos wurde er im August 2010 zum Verteidigungsminister seines Landes ernannt, aber nach nur 13 Monaten trat Rivera von diesem Amt zurück und wurde Kolumbiens Botschafter bei der Europäischen Union.